# Clarence (sèrie d'animació)
Clarence és una sèrie animada nord-americana creada per Skyler Page per a Cartoon Network. Va ser pensada inicialment el 2012 com a part d'una iniciativa de desenvolupament de curts d'animació.
El canal va encarregar dotze episodis de quinze minuts. El pilot es va estrenar als Estats Units el 17 de febrer de 2014, després del xou Hall of Game Awards. L'estrena de la sèrie va ser vist per aproximadament 2,3 milions d'espectadors, per la qual cosa va superar tota la programació infantil a la seva franja horària.
Clarence va ser ben rebuda per la crítica, i el seu pilot va ser nominat per a un premi Creative Arts Emmy Award. El primer episodi es va estrenar el 14 d'abril del 2014. A Llatinoamèrica, la sèrie va ser estrenada el 4 d'agost del 2014 i a Espanya el 24 de gener del 2015, encara que se suposava que s'estrenaria el 17 de gener.
El 4 d'abril del 2017, Spencer Rothbell va confirmar que la tercera temporada del xou seria l'última. Va concloure el 24 de juny del 2018.

## Trama
La sèrie se centra en la vida quotidiana de Clarence Wendle (originalment interpretat per Skyler Page, i posteriorment per Spencer Rothbell), un noi amant de la diversió, i els seus millors amics: Jeff (Sean Giambrone), que és un noi intel·lectual i obsessiu i Sumo (Tom Kenny), un nen murri que sovint utilitza mesures extremes i desgavellades en la resolució de problemes.
Clarence viu amb la seva mare Mary i el seu xicot Txad a la fictícia ciutat d'Aberdale a Arizona, a prop de Phoenix. Cada episodi se centra en les situacions de la vida quotidiana i els problemes que Clarence al costat dels seus amics enfronten i com aquestes aventures quotidianes són experimentades i encarades amb la seva perspectiva molt especial i innocent de nens.

## Premissa
Clarence és optimista gairebé tot el temps i només pot veure el que és bo de la gent i les situacions tot i que els aspectes negatius són evidents per a tots a simple vista. Jeff, que llueix un cap en forma de cub, és organitzat i calculador, tímid i amb una fòbia als gèrmens, mentre que és ric en coneixement de fets majoritàriament trivials; Jeff anhela ser un noi sociable.
Segons la cadena, l'entusiasme de Clarence "compensa els temors i les obsessions de Jeff, no pot deixar de tenir un bon moment quan Clarence està al seu voltant". A diferència de la personalitat de Jeff, Sumo és murri, entremaliat i desorganitzat, una mica ignorant però de cor noble; de condició humil, en la majoria del temps, tracta de prendre els problemes que Clarence ocasiona i que Jeff no pot manejar amb una mentalitat més moral i madura, utilitzant tàctiques poc ortodoxes per sortir d'aquestes situacions que sovint impliquen que el trio es embruti, per a gran disgust de Jeff.
Mentre que Jeff és l'organitzat i el tipus de persona que pensa, Sumo és el que en general fa i desfà sobre la base del seu propi raonament; Clarence per la seva banda funciona com a líder i moderador, tractant de ser més relaxat, prendre les coses amb més sentit creatiu. Page va afirmar que "Sum i Jeff probablement no s'ajuntarien si no fos per Clarence, però ell aconsegueix mantenir-los junts".

## Personatges

### Protagonistes
- Clarence Wendle: és un nen de 10 anys a qui tot li sembla genial. És obès, ros té una personalitat innocent, divertida i desperta simpatia en la majoria de la gent, alhora que ell és incapaç de no estimar altres persones i sempre veu el millor en cadascú, exceptuant la seva àvia materna que fins ara ha estat l'única persona per qui no és capaç de sentir la simpatia. Ell es diverteix amb els seus dos millors amics Jeff i Sumo, els qui ho fan feliç. El seu vestuari és una samarreta verda amb mànigues morades, shorts blaus i sabates blaves més fosques.
- Jeffrey "Jeff" Randall: millor amic de 10 anys de Clarence. El seu cap és cúbic, té els cabells castanys i el seu cos extremadament prim, té millors qualificacions que Clarence i la majoria, encara que, contrari al que li agrada creure, té un intel·lecte mitjà com es va mostrar en l'episodi "Average Jeff". És perfeccionista a un nivell obsessiu i molt organitzat amb tot allò que fa i planeja. Sol ser tímid, tement a la brutícia o als gèrmens. Viu amb la seva mare, una dona corpulenta i imponent però amable i la xicota d'aquesta, una noia de tendència hippie. El seu vestuari és una camisa celeste, shorts marrons i sandàlies blaves amb mitjons blancs.
- Ryan "Sum" Sumowski: segon millor amic de 10 anys de Clarence. És un noi entremaliat, una mica dur de pensar i també una cosa dolenta i salvatge; la seva família és la més nombrosa i humil del grup, per això és el millor improvisant o buscant la conveniència a l'hora d'aconseguir el que necessiten ja que està acostumat a les tasques manuals i a buscar la manera d'estalviar. El seu vestuari és una samarreta negra, shorts de jean i sabates cafès. És calb, perquè quan ell i Clarence es van conèixer, Sumo li va demanar que afaités el seu cabell, que era llarg i ros. Sembla estar enamorat de Chelsea, però es nega a admetre-ho encara que ja van compartir un petó durant una discussió acalorada.

### Personatges secundaris
- Mary Wendle: mare de Clarence de 37 anys (veu de Katie Crown), una dona relativament jove, rossa, atractiva i preocupada de la seva aparença i d'encaixar entre les dones populars del seu veïnat, tot i així és una mare preocupada i amorosa. No se sap gaire respecte de la seva vida excepte que és perruquera, odia la seva mare per ser sufocant, maldestre i aclaparadora i el sentir de Damian, la seva anterior parella, fa malbé el seu humor, encara que no s'ha aclarit si es tractava o no del pare de Clarence. El seu vestuari és una brusa blanca, pantalons rosats i botes marrons.
- Charles "Chad" Caswell: nuvi de 36 anys de Mary (veu d'Eric Edelstein), un subjecte d'aspecte tosc que sol vestir samarreta i texans retallats, la seva actitud és ingènua, una mica despreocupada i de vegades infantil, però això mateix fa que tant per Clarence com la resta dels nens sigui una figura que ho admiren i un exemple a seguir que saben els cuidarà. Segons Clarence, durant molt de temps va viure sense saber què era tenir un pare fins que el Txad va arribar, per la qual cosa és a qui reconeix com a tal.
- Melanie Baker: (veu de Katie Crown) professora del saló de Clarence de 32 anys, els seus amics i els seus diversos companys a l'escola primària d'Aberdale.
- Jim Reese: (veu de Skyler Page) professor de l'escola primària d'Aberdale de 50 anys, és l'encarregat del saló de càstig, on assisteix comunament Belson i els seus matons.
- Percy: (veu de Roger Craig Smith) un altre dels amics de Clarence. És baixet, covard i parla amb veu molt cridanera. Aparentment és menor que Clarence i els altres nens i és molt sensible.
- Belson Noles: un nen mató de 10 anys que molesta Clarence i els seus amics, però és més probable que es burli amb sarcasme d'ell a llançar un cop. Destaca per tenir la millor situació econòmica de tots, és milionari i una mare sense caràcter i permissiva, cosa que es tradueix en el fet que és un tipus prepotent, despectiu, que aconsegueix tots els videojocs que li semblin, i veu la resta només com gent a qui refregar-li ser millor que ells, especialment quan es tracta de Clarence, qui representa tot allò oposat a ell. Malgrat totes les seves matoneries, Clarence ho considera com un dels seus amics i gaudeix molt la seva companyia, encara que cada vegada que tots dos estan junts Belson odia Clarence i sempre li roba tot el que ell té però falla en saber que és enganyat per Clarence. En secret, Belson pensa que Clarence és "cool", encara que mai no ho admetria. Sembla estar enamorat d'Amy Gillis. (veu de Roger Craig Smith).
- Amy Gillis, veïna de Clarence de la seva mateixa edat. Ella generalment exhibeix un comportament típic de nen i sovint munta la seva bicicleta per tota la ciutat. En la seva primera aparició diu que estarà en cinquè grau el proper any però podria mudar-se aviat ja que és incert si viurà amb la seva mare o papa, que s'estan divorciant i sostenen una batalla de custòdia per ella. Sembla que Belson està enamorat o sent alguna cosa per ella ja que se sorprèn i s'enfada molt quan veu Clarence i Amy junts i després es molesta cada vegada que Nathan esmenta que Clarence i Amy es "besuquejaran", també la defensa quan Nathan la colpeja a la cara per accident amb un pinyó. Tot i això, Amy sembla no sentir el mateix per Belson i sembla que ell fins i tot li cau malament. (veu d'Ava Acres).
- Nathan, és un noi alt i musculós, un dels amics de Belson i Clarence, encara que majoritàriament de Belson. Es retrata a si mateix a ser voluminosos i aficionat però també maldestre i lleidat (veu de Peter Browngardt).
- Dustin, un dels amics de Belson i Clarence, que gaudeix del karate i les arts marcials en general. És un noi que li agrada divertir-se, sigui el moment que estiguin; encara que també gaudeix estar a prop de Belson i els seus matons, o quan es reuneixen a l'escola o fora amb Nathan. És alegre, una mica entremaliat però de bon cor. (veu de Kyle Arem).
- Ashley, una amiga de Clarence qui en un episodi es torna la seva xicota, però en no saber res sobre amor decideix quedar sol com la seva amiga. Ella sembla actuar de manera tímida amb tots. Està interessada en les arts i oficis, transmesa a través del seu floc de neu fet de paper. Fàcilment sucumbeix a la pressió de grup (veu d'Anastàsia James).
- Kimby, una noia tímida que està obsessionada amb els ànecs i les joguines de peluix. Té la mania de tocar-se els cabells i pentinar-se molt seguit, especialment quan se sent nerviosa o incòmoda. Sembla que és considerada pels nens una de les nenes més boniques del saló, sinó la més bonica, també és intel·ligent. Les seves millors amigues són Malessica i Courtlin (veu Isabella Niems).
- Malessica, és una noia amiga de Kimby, és intel·ligent i tímida, pensa que Jeff és valent (veu d'Ivy Bishop).
- Courtlin, una altra amiga de Kimby, li agraden les coses femenines, però sembla que no li agraden els nens. Ella també sembla preocupar-se molt per la seva educació i futur (veu de Tayler Buck)
- Chelsea, una de les noies de la classe de Clarence. El seu comportament espanta Clarence i Jeff, però és atractiva per a Summe. Sembla que està enamorada de Sumo, encara que no volia admetre-ho, però ells dos comparteixen un apassionat petó als llavis després de discutir acaloradament en l'episodi "Too gross for comfort". Li agrada provar nous reptes, sense importar-li com de difícils siguin (veu de Grace Kaufman).
- Allison, una de les noies de la classe de Clarence. Ella ha demostrat ser una bona amiga de Chelsea, tot i que sovint no apareix.
- Guyler, un dels companys de classe de Clarence. Té un nas gran, coll llarg i la boca està coberta per la camisa.
- Breehn, un dels companys de classe de Clarence. Té els ulls blaus, és pèl-roig, un cos molt similar al de Sumo i és molt curós pel que fa, ja que en cas contrari es ficaria en problemes pels seus pares (veu de Joshua Fiebre):
- Regis Gilben "Gilben", un dels companys de classe de Clarence. Ell és rar en el xou fins al moment. En general només es troba al fons de l'escena com una estàtua, però se'l pot veure moure's per pocs segons a l'episodi "Clarence's millions".
- Héctor, un noi nerd i intel·ligent, i un dels companys de classe de Clarence (veu de Sean Giambrone).
- Brady Brown, un altre company de classe de Clarence. És baix, tímid, ros i fa servir ulleres. Se'l sol veure rebent cops per accident, ensopegant o en qualsevol situació en què corri mala sort. Per la seva manera de ser i el paper que pren al programa, sembla una clara paròdia de Charlie Brown.....